# كأس الرابطة الفرنسية 2012–13
كأس الرابطة الفرنسية 2012–13 (بالفرنسية: Coupe de la Ligue française de football 2012-2013)‏ هو الموسم 19 من كأس الرابطة الفرنسية. أقيم خلال الفترة 7 أغسطس 2012 وحتى 20 أبريل 2013، وأشرف على تنظيمه اتحاد فرنسا لكرة القدم، وكان عدد الأندية المشاركة فيه 44، وفاز فيه نادي سانت إتيان.